# Azerbejdżan na Letnich Igrzyskach Olimpijskich 2000
Azerbejdżan na Letnich Igrzyskach Olimpijskich 2000 reprezentowało 31 zawodników, 25 mężczyzn i 6 kobiet.

## Zdobyte medale
| Medal | Zawodnik               | Dyscyplina  | Konkurencja                    |
| ----- | ---------------------- | ----------- | ------------------------------ |
| Złoto | Zemfira Meftəhəddinova | Strzelectwo | skeet kobiet                   |
| Złoto | Namiq Abdullayev       | Zapasy      | styl wolny, kategoria do 54 kg |
| Brąz  | Vüqar Ələkbərov        | Boks        | Waga średnia (do 75 kg)        |